# Медаль «За военное ранение» (Франция)
Медаль «За военное ранение» (фр. Médaille des blessés de guerre) — французская медаль, предназначенная для награждения всех категорий военнослужащих, получившим ранение или инвалидность в результате боевых действий.
Награда в нынешнем виде существует с 17 августа 2016 года. До этого впервые была учреждена 11 декабря 1916 года в виде небольшой эмалевой красной звезды, которую в дальнейшем следовало крепить к ленте за войну 1914-1918 годов, либо к ленте медали за соответствующую кампанию, во время которой было получено ранение. Существовало множество неофициальных вариантов награды, а впоследствии появилась столь же неофициальная медаль, которую лишь в XXI веке сменила официально учреждённая.

## Критерии награждения
Медалью могут быть награждены военнослужащие Вооружённых сил Франции, получившие физическую или психическую травму как во время исполнения ими служебных обязанностей, так и пребывавшие на тот момент в плену. По факту ранения подтверждённого медицинской службой вооружённых сил выдаётся официальный документ, заверенный Министром обороны.
Кроме того, как указано в ст. 4 соответствующего закона, лица, имевшие право на ношение данной награды как депортированные и/или интернированные участники Сопротивления (ст. 2. закона 1952 года), могут продолжать носить её.
Официальная церемония награждения не предусматривается.

## Описание награды
Медаль из позолоченной бронзы представляет собой эмалевую пятиконечную красную звезду в обрамлении венка из лавровых (слева) и дубовых листьев (справа). В верхней части расположено кольцо, посредством которого медаль крепится к шёлковой муаровой ленте.
Лента медали шириной 35 мм и высотой 10 мм (для колодки) и 50 мм для самой медали. Цвета ленты: в середине красная вертикальная полоса шириной 3 мм, затем, по обе стороны от неё последовательно расположены вертикальные полосы: белая — 1 мм, жёлтая 3 мм, белая 1 мм, синяя 4 мм, белая 2 мм, синяя 5 мм, и, наконец, белая 1 мм.
Последующие ранения отмечаются прикрепляемыми к ленте дополнительными красными эмалевыми звёздочками.
| Ранняя неофициальная медаль, с "сиянием" | Французская медаль за Индокитай со знаком награды |
| ---------------------------------------- | ------------------------------------------------- |
|                                          |                                                   |

## Известные награждённые
- сержант Андре Мажино (впоследствии военный министр)
- Пьер Бийот (генерал)
- майор Эли Денуа де Сен Марк
- Рауль Салан (генерал)
- Андре Жирар (участник Сопротивления)
- Эдгар де Лармина (генерал)
- Джон Фримен "Джек" Хейси (капитан Иностранного Легиона)
- Пьер Клостерман (ас французских ВВС)
- сержант Эжен Бюллар